# 矢島保治郎
矢島保治郎（1882年（明治15年）8月23日 - 1963年（昭和38年）2月13日），是日本探險家及軍人。是第一次以僧侶以外的身分造訪西藏的日本人，由於接受了第十三世達賴喇嘛土登嘉措豐厚的待遇，而就任了西藏的軍事顧問。
雖然部分文獻將他的名字寫作「保次郎」，但矢島所使用的名片及親戚寫給他的信中所使用的名字都是「保治郎」。

## 生平

### 早年
矢島在1882年（明治15年），出生在群馬縣佐位郡殖蓮村大字上植木（今伊勢崎市本關町）一個富裕的農家之中，為三男。自群馬縣尋常中學（今群馬縣立前橋高等學校）肄業後參軍。在日俄戰爭中，他參加乃木希典所率領的第三軍，參與了旅順會戰，也志願參加名為「白襷隊」的突擊隊。由於此次的戰功，他升官為軍曹（相當於中士），並被授與了代表七級戰功的金鵄勳章。
1906年（明治39年），由於矢島在劍術方面表現出優異的才能，他被命令進入陸軍戶山學校（以培養戰術、劍術、體操的指導員為目的的學校）就讀。這時的矢島，受到當時暢銷書作家河口慧海的《西藏旅行記》的刺激，希望能夠從事橫越亞洲的無預算旅行。於是從當時開始，他為了變裝成藏族人而開始留長頭髮（藏族有將頭髮留長的風俗習慣）。由於留長髮是違反紀律的行為，他當時對同事與長官以「神武天皇不也是留長頭髮嗎？我要成為神武天皇的使者，去征服俄羅斯。」（神武天皇だって長い髪をしているではないか。俺は神武天皇の従者になってロシア征伐に行くんだ。）為理由強辯。因此，他在1907年（明治40年）12月被去除軍籍。
翌年的1908年（明治41年），矢島前往東京，加入了基督教傳教士島貫兵太夫創設的「日本陸行會」（一個協助大眾前往美國的團體）。他在會中創設了名為「冒險俱樂部」的社團，募集一同進行橫越亞洲無預算旅行的同伴。由於當時寺本婉雅進入西藏的話題蔚為風潮，有多達三十名的贊同者。此外，冒險小說家押川春浪在此時送給他一台在當時是奢侈品的柯達照相機（這是由於矢島所參加的日本陸行會的創設者島貫，是春浪的父親押川方義的徒弟，所以矢島時常出入春浪的家）。
然而，當初贊成矢島的計劃的三十個人，隨著計劃的進行而陸陸續續退出，最後在1909年（明治42年）2月3日，矢島獨自一個人從橫濱港出發。

### 第一次西藏行
矢島到達上海，在那裡與東亞同文書院的根津一進行會談後，經由南京、漢口、北京、鄭州、西安、漢中，於9月10日抵達成都。他在接下來的一年間，不斷往返打箭爐（今康定市）與重慶之間，一邊尋覓著進入西藏的機會。即使如此，由於當時西藏採取了封锁政策，且在矢島滯留成都當時，西藏與清政府的關係緊張，因此要進入西藏境内是非常困難的一件事。在矢島之前，能海寬及寺本婉雅等人也在穿越這個边境時遭遇到了失敗。
1910年（明治43年）的秋天，他在打箭爐與之前在西安邂逅的喇嘛伊揚偶然再會。伊揚是要將茶運往西藏的商隊的一員，即將前往拉薩。矢島與商隊隊長交涉，成功變裝為蒙古人加入商隊。關於交涉的過程並沒有詳細的紀錄，但日本小說家淺田晃彥推測，當時矢島可能持有手槍而成功說服隊長讓他作為護衛同行。在1911年（明治44年）3月4日，他到達了拉薩，是繼河口慧海、成田安輝、寺本婉雅之後第四個進入西藏的日本人。此外，在矢島之前的三人都是經由印度進入西藏，且身分皆為佛教僧侶。矢島是第一個經由四川進入西藏的日本人，也是第一個以非佛教僧侶身分進入西藏的日本人。
他在拉薩大約滯留了一個月，然而由於是日本人的事情被發覺了，因此他由西藏南下，經錫金王國（今印度錫金邦）前往印度，最後在加爾各答以船員的身分乘坐貨船，在1912年（明治45年）3月回到日本。
回國後的矢島再次造訪了力行會，希望能夠得到第二次西藏行的資金援助。然而，力行會本身的資金也極為缺乏，因此援助矢島的是川島浪速。川島在暗中煽動滿洲和蒙古的獨立運動，他也希望策動西藏獨立，因此作為該計劃的一環，他希望矢島能再次前往西藏收集情報。就這樣，從川島處得到了資金，並被要求收集情報的矢島，在日本停留不到兩天，就再次乘船返回印度。

### 第二次西藏行
到達印度的矢島，由印度與錫金國境附近的噶倫堡出發，經由錫金，以前次離開西藏的路徑再次進入西藏。順帶一提，矢島在噶倫堡偶然遇見了也想前往西藏的青木文教及多田等觀兩人。

雪山獅子旗

同年7月23日，抵達拉薩的矢島與西藏當地的政府官員接觸，希望遊說他們與日本合作，然而當時的西藏親英派的勢力較強，矢島的遊說並未產生什麼效果。此外，當時西藏正在與清軍作戰，矢島是唯一一個目睹該戰役的日本人。翌年（1913年，大正2年）的正月，矢島為了慶祝新年，在宿舍屋頂掛起了日本國旗，而使他被當地官僚責備，然而這也是西藏制定雪山獅子旗的契機。有一說認為雪山獅子旗的設計者是矢島或是青木文教。
同年，矢島由於要製作拉薩的地圖，而與藏軍的參謀總長認識，而就任軍事顧問，甚至連軍舍的設計及部隊的訓練也委託矢島來進行。由於他所訓練的部隊在演習時的成績優異，而引起了第十三世達賴喇嘛的注意，矢島被委託訓練達賴的禁衛隊。矢島是禁衛隊長，時常在達賴喇嘛出巡時率領禁衛兵擔任護衛。他也與當地富商的女兒結婚並生下小孩。矢島得到十三世達賴喇嘛絕大的信任，舉例來說，達賴喇嘛讓矢島在羅布林卡離宮內居住，甚至在他結婚後，還破例讓他把女人帶進離宮（離宮是禁止女人進入的聖地）內一同生活。
然而在這之後，英屬印度政府要求十三世達賴喇嘛將矢島逐出西藏。雖然達賴喇嘛在形式上拒絕了英屬印度政府，然而由於當時西藏所採取的親英國路線，也不能完全無視他們的要求。矢島在了解這樣的情勢後，於1918年（大正7年）10月，帶著妻子離開拉薩，經由印度回到日本。

### 晩年
返回日本後，矢島在他的故鄉群馬縣生活。他的妻子由於風土不服，在1923年（大正12年）病死，他的兒子也在太平洋戰爭中戰死。此外，由於回到日本生活一事並非是矢島的本意，所以他幾乎不工作，也時常說「即使消瘦、即使乾枯，我還是西藏的陸軍大將！」（痩せても枯れても俺はチベットの陸軍大将だぞ），在地方上被當成奇人看待。
1963年（昭和38年）2月13日，矢島由於老化與肝硬化去世，享年80歳。